# Комунистичка партија Хрватске (2013)
За чланак о партији из 1937. године, погледајте Савез комуниста Хрватске.
Комунистичка партија Хрватске (скраћено: "КПХ") је политичка партија која делује у Републици Хрватској. Регистрована је 18. октобра 2013. године. Председник партије је Радослав Илић Мрки.
Основање КПХ најављено је још 4. маја 2013, а Оснивачки конгрес одржан је у Кумровцу на прослави Дана младости, 25. маја исте године.
Седиште партије је у Умагу, а њен оснивач и председник је угоститељ Радослав Илић Мрки, власник кафе-бара „Тито“ у Умагу.

## Комунистичка партија Хрватске (2005)
Први покушај оснивања КПХ био је 29. новембра 2005. године у Вуковару, као чин евоцирања на одржавање Другог конгреса КПЈ у истом граду 1920. године. Тада је за председник, а био изабран Драган Батак, али партија није заживела јер није успела да прикупи најмање стотину оснивача, што је један од услова за оснивање и регистрацију политичке партије.